# Gunnilse
Gunnilse is een plaats in de gemeente Göteborg in het landschap Västergötland en de provincie Västra Götalands län in Zweden. De plaats is opgedeeld in twee småorter: Gunnilse (westelijk deel) (Zweeds: Gunnilse (västra delen)) en Gunnilse (oostelijk deel) (Zweeds: Gunnilse (östra delen)). Gunnilse (westelijk deel) heeft 58 inwoners (2005) en een oppervlakte van 6 hectare en Gunnilse (oostelijk deel) heeft 52 inwoners (2005) en een oppervlakte van 7 hectare.
De plaats ligt ongeveer twee kilometer van de buitenste delen van de stad Göteborg en langs de plaats stroomt de rivier de Lärjeån. De plaats wordt omringd door zowel bos als landbouwgrond.